# Вільяморонта
Вільяморонта (ісп. Villamoronta) — муніципалітет в Іспанії, у складі автономної спільноти Кастилія-і-Леон, у провінції Паленсія. Населення — 286 осіб (2010).
Муніципалітет розташований на відстані близько 240 км на північ від Мадрида, 44 км на північ від Паленсії.

## Демографія
Динаміка населення (INE ):